# Премия Ассоциации телевизионных критиков
«Премия Ассоциации телевизионных критиков» (англ. Television Critics Association Awards, TCA Awards) — ежегодная американская премия за выдающиеся достижения в области телевидения. Награда учреждена в 1984 году Ассоциацией телевизионных критиков. Ежегодно жюри выдвигает ряд кандидатов в 11 номинациях. Вручение премии проходит в июле.

## Категории премии
- Программа года
- Премия за выдающиеся достижения в драме
- Премия за выдающиеся достижения в комедии
- Премия за лучшую новую программу
- Премия за личные достижения в драме
- Премия за личные достижения в комедии
- Премия за выдающиеся индивидуальные достижения в карьере
- Премия за выдающиеся достижения в новостной программе
- Премия за выдающиеся достижения в молодёжной программе
- Премия за выдающиеся достижения в кино, сериале и специальном шоу
- Наследие телевидения